# Mørdrup Station
Mørdrup Station lokalt også omtalt som Mørdrup Trinbræt er et dansk trinbræt i bydelen Mørdrup i udkanten af Espergærde i Nordsjælland. Trinbrættet blev oprettet i 1934.
Mørdrup trinbræt ligger på begge sider af en jernbaneoverskæring med bomme, der skærer Mørdrupvej fra Espergærde til Hellebæk. Banen er ensporet, og når toget kommer, krydser det jernbaneoverskæringen og stopper først på den perron, der ligger i kørselsretningen: hvis toget kommer fra syd (fra Hillerød) således nord for overskæringen, og hvis det kommer fra nord (fra Helsingør), stopper det syd for overskæringen.
Mørdrup trinbræt har altid haft to venteskure, et på hver perron. De oprindelige venteskure var lavet af kraftige, uopslidelige banesveller og malet i en karakteristisk kraprød farve.
Tidligere var der ikke billetsalg på trinbrættet, så man måtte købe billet i toget. Først efter, at HT fik indført klippekort, blev der opsat både en billetautomat og en stempelautomat på de to perroner nærmest Mørdrupvejen. På Mørdrupvejen kører busser, og der findes et busstoppested ikke langt fra trinbrættet, for at lette omstigningen mellem tog og bus.
Lokalt spiller Mørdrup Trinbræt en betydningsfuld rolle: dels kommer der mange gymnasieelever til det, idet Espergærde Gymnasium ligger i kort afstand fra trinbrættet, dels er Nordbanen fortsat den korteste og hurtigste vej til Fredensborg og Hillerød.

## Antal rejsende
Ifølge Østtællingen var udviklingen i antallet af dagligt afrejsende: 
| År   | Antal | År   | Antal |
| ---- | ----- | ---- | ----- |
| 1984 | 260   | 1996 | 327   |
| 1987 | 358   | 1997 | 335   |
| 1990 | 333   | 1998 | 357   |
| 1991 | 342   | 2000 | 282   |
| 1992 | 331   | 2001 | 254   |
| 1993 | 353   | 2002 | 257   |
| 1995 | 329   | 2003 | 369   |